# کپترا
کپترا (انگلیسی: Capterra) یک بازارچه  آزاد است که به عنوان واسطه بین خریداران و فروشندگان فن‌آوری در صنعت نرم‌افزار ایفای نقش می‌کند.. این شرکت به مصرف کنندگان درانتخاب نرم‌افزار برای نیازهای آن‌ها کمک می‌کند.این شرکت در سال ۱۹۹۹ تأسیس شد.